# عبدالرؤوف حسین
عبدالرؤوف حسین (انگلیسی: Abduraouf Hussain؛ زادهٔ ۵ ژانویهٔ ۱۹۹۵) یک ورزشکار است.